# Biba (boutique)
Pour les articles homonymes, voir Biba.

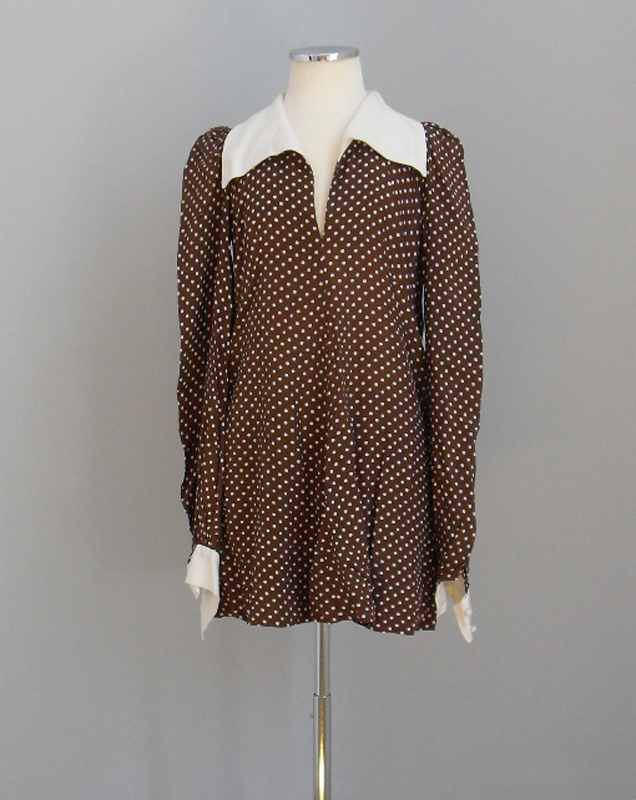
Biba Faishon

Biba est un magasin de mode londonien célèbre au cours des années 1960 et 1970. Biba est alors créée et dirigée principalement par Barbara Hulanicki, née en Pologne, avec l'aide de son mari, Stephen Fitz-Simon.

## Histoire
À l'origine, Biba est une enseigne plutôt discrète dans la capitale qui ouvre, pour son premier emplacement, en 1964. La plupart des articles et vêtements sont bon marché. Ces articles restent également vendus par correspondance. La boutique postale de Biba connait son premier succès important en mai 1964 en proposant aux lecteurs du Daily Mirror une robe en vichy rose à ouverture en goutte d'eau dans le dos et ornée d’un foulard assorti, pour 25 shillings. La robe présente un attrait pour les célébrités, une robe similaire étant portée par Brigitte Bardot précédemment. Au lendemain de l'annonce dans le Daily Mirror, plus de 4 000 commandes sont reçues. En fin de compte, quelque 17 000 tenues se voient vendues. C'est le début de la célébrité de la marque.
Au delà d'une boutique de vêtements pour homme ou femme, Biba est un concept ; Barbara Hulanicki veut transformer la visite de la boutique en une « expérience » et un « événement social » : s'y trouve des disques, des objets d'Afrique du Nord, des sous-vêtements, de la nourriture, du maquillage et un restaurant, le Rainbow Room ouvert jusqu'à deux heures du matin ; des histoires sont lues aux enfants le samedi.
Big Biba ouvre en 1969 sur Kensington High Street puis s’agrandit sur six étages en déménageant, quelques années après,.
L'entreprise ferme brutalement vers 1975. Qualifié de « cauchemar financier », le magasin est trop grand et subit trop de vols.

## Héritage de la marque
- Biba a donné son nom à une comédie musicale Biba: The Musical basée sur l'histoire de Hulanicki[5]
- Biba's closing sale est mentionné dans les paroles de Pet Shop Boys sur le morceau Requiem in Denim and Leopardskin (album Elysium)[6].
- Dans le film Made in Dagenham (2010, set in 1968), le personnage principal, Rita O'Grady, emprunte une robe Biba pour son premier rendez-vous avec Barbara Castle.
- Anna Wintour, rédactrice en chef de Vogue, y a travaillé.
- Dans le film Bohemian Rhapsody (2018), 'Mary Austin' (Lucy Boynton) la fiancée du personnage principal, Freddie Mercury (Rami Malek), travaille dans un magasin Biba.

### Source
- (en) Cet article est partiellement ou en totalité issu de l’article de Wikipédia en anglais intitulé « Biba » (voir la liste des auteurs).